# Cătălin Crișan
Cătălin Crișan (n. 6 februarie 1968, București) este un artist muzician complet: compozitor, textier și cântăreț de muzică ușoară românească de tip ,,romantic". 
La doar 6 ani, a început studiul pianului la Școala de muzică din București. Simțindu-se atras de muzica ușoară și dorind să aprofundeze arta cântecului, în paralel cu Liceul de Matematică și Fizică „Mihai Viteazul“, a urmat cursuri la ,,Școala Populară de Artă" din București, clasa Gloria Bordea/George Natsis (1983-1987). Ulterior, la aceeași școală, se înscrie la clasa regretatei soliste și compozitoare Mihaelei Runceanu, sub îndrumarea căreia Cătălin își desăvârșește studiile muzicale.
Ca solist-interpret de muzică ușoară, Cătălin Crișan a debutat pe scena muzicală la vârsta de numai 19 ani (1987), în cadrul „Concursului de creație și interpretare a muzicii ușoare românești” de la Mamaia, unde obține Premiul I la Secția Interpretare, cu piesa ,,Vorbește marea" de Aurel Manolache. După acest prim succes, Cătălin Crișan a fost solicitat să facă turnee în întreaga țară, să susțină recitaluri, să imprime discuri la Electrecord (Casa noastră națională de discuri). Înainte de 1990, a participat și la Festivalul național „Cântarea României”.Tot înainte de 1990, solistul s-a făcut remarcat publicului de muzică ușoară românească prin interpretarea unei alte melodii pline de lirism ,,Mama” (de același compozitor, Aurel Manolache). După 1990, a decis să-și compună singur piesele și chiar să devină un compozitor pentru alți interpreți. Așa se explică activitatea sa intensă și numărul impresionant de aproape 500 de melodii realizate până acum, în 35 de ani de activitate artistică. Piesa ,,Dacă pleci” îi aparține în totalitate (muzica & versurile) și a fost lansată la Festivalul de muzică ușoară românească de la Mamaia, în anul 1996. Acest cântec este considerat o melodie de mare succes a lui Cătălin Crișan. Piesa a intrat repede în ,,sfera
de interes'' a publicului. În timp, printr-o extrapolare nefericită a titlului cântecului (care se referă la cu totul altceva), ,,Dacă pleci" a ajuns să fie cântată până și la înmormântări! Dovedindu-și astfel, într-un fel, popularitatea de care se bucură. Cătălin Crișan a prezentat numeroase emisiuni la radio și televiziune. A fost director al Departamentului Cultură și Divertisment și realizator-prezentator al emisiunii "Ruleta visului" în cadrul Televiziunii România de Mâine (TVRM). 
Între 2004-2008 a fost consilier local al primăriei sectorului 4, direcția Cultură.
A fost căsătorit cu medicul stomatolog și solista de muzică ușoară Lucia Bubulac, de care a divorțat pe 29 septembrie 2009, după 14 ani de căsnicie. Împreună au doi copii, Daria Cătălina și Raris Andrei. La sfârșitul anului 2010 Cătălin Crișan a făcut cununia civilă cu medicul dermatolog Ioana Alina Cupșa, iar nunta lor a avut loc în vara anului 2011. În decembrie 2012, cei doi au devenit părinți, în familia lor născându-se o fetiță, Lara Maria. Pe 15 noiembrie 2013, Crișan a divorțat și de cea de-a doua soție.
Pe 5 iunie 2025, Crișan a fost acuzat de violență asupra fostei sale iubite, pe 3 aprilie același an.

## Discografie

### Aceștia suntem noi (2008)
- N-avem timp (Lucia și Cătălin Crișan)
- Soacra (Cătălin Crișan)
- Mi-e teamă de tine (Lucia Crișan)
- Șansa de-a trăi (Lucia și Cătălin Crișan)
- Vreau să fiu balerină (Daria Cătălina Crișan)
- Vreme bună, vreme rea (Cătălin Crișan)
- Iubim (Lucia și Cătălin Crisan)
- Te pierd din nou (Lucia Crișan)
- Te iubesc (Lucia și Cătălin Crișan)
- Eu sunt mic(Raris Andrei Crișan)
- Vorbește marea

### Am albit de dorul tău (2007)
- Amândoi (Cătălin si Lucia Crișan)
- Am albit de dorul tau
- Trăiesc
- Viața mi te-a dăruit
- Copiii mei
- Doamnă ma stresezi
- De ce?
- Sunt un sfânt
- Dar, mi-e dor
- Drumul spre mine

### Revino (2006)
- Rabdă inimă și taci
- Cât de mult te-am iubit
- N-am să te iert
- Vorbește marea
- Voalul de mireasă
- Voi veni
- Mama
- Așteaptă-mă
- Am așteptat un semn
- Dacă pleci
- Vino acasă

### Vorbește marea (2005)
- Dacă pleci
- Nu pleca
- O dată în viață
- Destin
- Nu te juca
- Țiganca
- Noi
- Vinde-mi viața
- Doar pentru voi
- Vreau
- Nu te pot iubi

### Buzunare secrete (1999)
- Coca
- Trăiește-ți viața
- Numai eu te pot schimba
- Iubito
- În viață totu-i trecător
- Eu te mai iubesc și azi
- Singur de Crăciun
- Un polițist
- Prieten bun
- Un vis frumos
- Pământeana mea ofertă
- Doar tu și eu
- Vine Primăvara

### Sărut-mâna, doamna mea (1998)
- Sărut-mâna, doamna mea
- Cine?
- Nu-ți bate joc
- Așa e scris
- Zâmbește
- Viață de artist
- Iarna
- Dor mahmur
- Zi după zi
- Fii vesel și cântă
- Zambește-negativ-
- Viață de artist

### Plânge un artist (1997) - cu Mirabela Dauer. Muzică si text: Cătălin Crișan
- Plânge un artist (Mirabela Dauer)
- Viața ca un joc de cărți (Cătălin Crișan)
- Nu fiți singuri (Mirabela Dauer și Cătălin Crișan)
- Nu-nțelegeți nimic (Mirabela Dauer)
- Sunt vinovat (Cătălin Crișan)
- Amintiri (Mirabela Dauer și Cătălin Crișan)
- Vrem să ne rugăm (Mirabela Dauer)
- Mereu ne grăbim (Cătălin Crisan)
- Lumi paralele (Mirabela Dauer)
- Salba galbenă de bani (Mirabela Dauer și Cătălin Crișan)
- Povestea noastră (Cătălin Crișan)
- Ești prea gelos (Mirabela Dauer)
- Cerșetor în frac (Cătălin Crișan)
- Prieteni mereu (Mirabela Dauer și Cătălin Crișan)

### Dacă pleci... (1996)
- Dacă pleci...
- De ziua ta
- Te-am iertat demult
- Prietenia noastră
- Ce va fi pe Pământ?
- Luni de dimineață
- Nu avem două vieți
- Fără tine
- Prieteni de singurătate
- Anii mei
- Metamorfoza
- Fata fără nume
- Și noaptea poate fi lumină
- Viață de hoinar

## Filmografie
- Craii de Curtea Veche (1996)
- Femeia în roșu (1997)

## Legături externe
- Site oficial Arhivat în 4 octombrie 2013, la Wayback Machine.
- Biografie Arhivat în 25 decembrie 2008, la Wayback Machine.
- http://www.realitatea.net/catalin-crisan-si-a-lansat-un-nou-album_52645.html Arhivat în 11 februarie 2011, la Wayback Machine.
- “Astăzi e ziua ta...”: Cătălin Crișan[nefuncțională]
, 6 februarie 2008, Ramona Vintila, Jurnalul Național
- http://musicmix.rol.ro/artisti Arhivat în 18 decembrie 2008, la Wayback Machine.